# Холодная, Марина Александровна
Мари́на Алекса́ндровна Холо́дная (род. 12 сентября 1949) — советский и российский психолог, доктор психологических наук, профессор Института психологии РАН. Известна прежде всего исследованиями в сфере психологии интеллекта, одарённости, когнитивных стилей и педагогической психологии.

## Биография
После окончания в 1971 году психологического факультета ЛГУ работала 10 лет на кафедре психологии и педагогики Томского государственного университета. Кандидат психологических наук (1974, диссертация «Экспериментальный анализ особенностей организации понятийного мышления»).
С 1981 года доцент, а затем профессор кафедры психодиагностики и медицинской психологии в Киевском государственном университете. В 1990 г.  на факультете психологии МГУ защитила докторскую диссертацию «Структурная организация индивидуального интеллекта».
С 1994 года — ведущий научный сотрудник лаборатории психологии способностей Института психологии РАН (Москва), с 2001 года — зав. лабораторией психологии способностей им. В. Н. Дружинина, с 2017 г. по настоящее время - главный научный сотрудник лаборатории психологии способностей и ментальных ресурсов им. В.Н. Дружинина. Член Федерации психологов образования России. Имеет более 200 научных публикаций.

## Основные работы

### Монографии
- Холодная М. А. Интегральные структуры понятийного мышления. — Томск: Изд-во ТГУ, 1983. — 190 c.[2]
- Холодная М. А. Психология интеллекта: парадоксы исследования. — Томск: Изд-во Томск. ун-та; М.: Изд-во «Барс», 1997. — 392 с.
- Холодная М. А. Психология интеллекта: парадоксы исследования. 2-е изд., перераб. и доп. — СПб.: Питер, 2002. — 272 с.
- Холодная М. А. Когнитивные стили. О природе индивидуального ума. 2-е изд., перераб. — СПб. «Питер», 2004. — 384 с.
- Гельфман Э. Г., Холодная М. А. Психодидактика школьного учебника. Интеллектуальное воспитание учащихся. — СПб.: Питер, 2006. — 384 с.
- Холодная М. А. Психология понятийного мышления: От концептуальных структур к понятийным способностям. — М.: Изд-во «Институт психологии РАН», 2012. — 288 с.

### Статьи
- Холодная М. А. Существует ли интеллект как психическая реальность? // Вопросы психологии. — 1990. — № 5. — С. 121–128.
- Холодная М. А. Психологические механизмы интеллектуальной одарённости // Вопросы психологии. — 1993. — № 1. — С. 32–39.
- Холодная М. А. Психологическое тестирование и право личности на собственный вариант развития // Психология. Журнал Высшей школы экономики. — 2004. — Т. 1, № 2. — С. 66–75.
- Холодная М. А. Профессиональные иллюзии как следствие упрощенных представлений о человеческом интеллекте // Психология. Журнал Высшей школы экономики. — 2004. — Т. 1, № 4. — С. 38–44.

## Награды
Премия Президента Российской Федерации в области образования за 1998 год — за комплекс исследовательских работ по теме "Отечественное направление в психологии творчества и одаренности: теоретические и методические основы выявления и развития одаренности" для высших учебных заведений.